# Pedro de Godoy
Pedro de Godoy (Aldeanueva de la Vera, 1599 – Sigüenza, 25 gennaio 1677) è stato un religioso, teologo e vescovo cattolico spagnolo.
Importante teologo tomista spagnolo, insegnò a Salamanca per 25 anni, fino al 1664. Fu nominato vescovo di Osma e poi di Sigüenza.

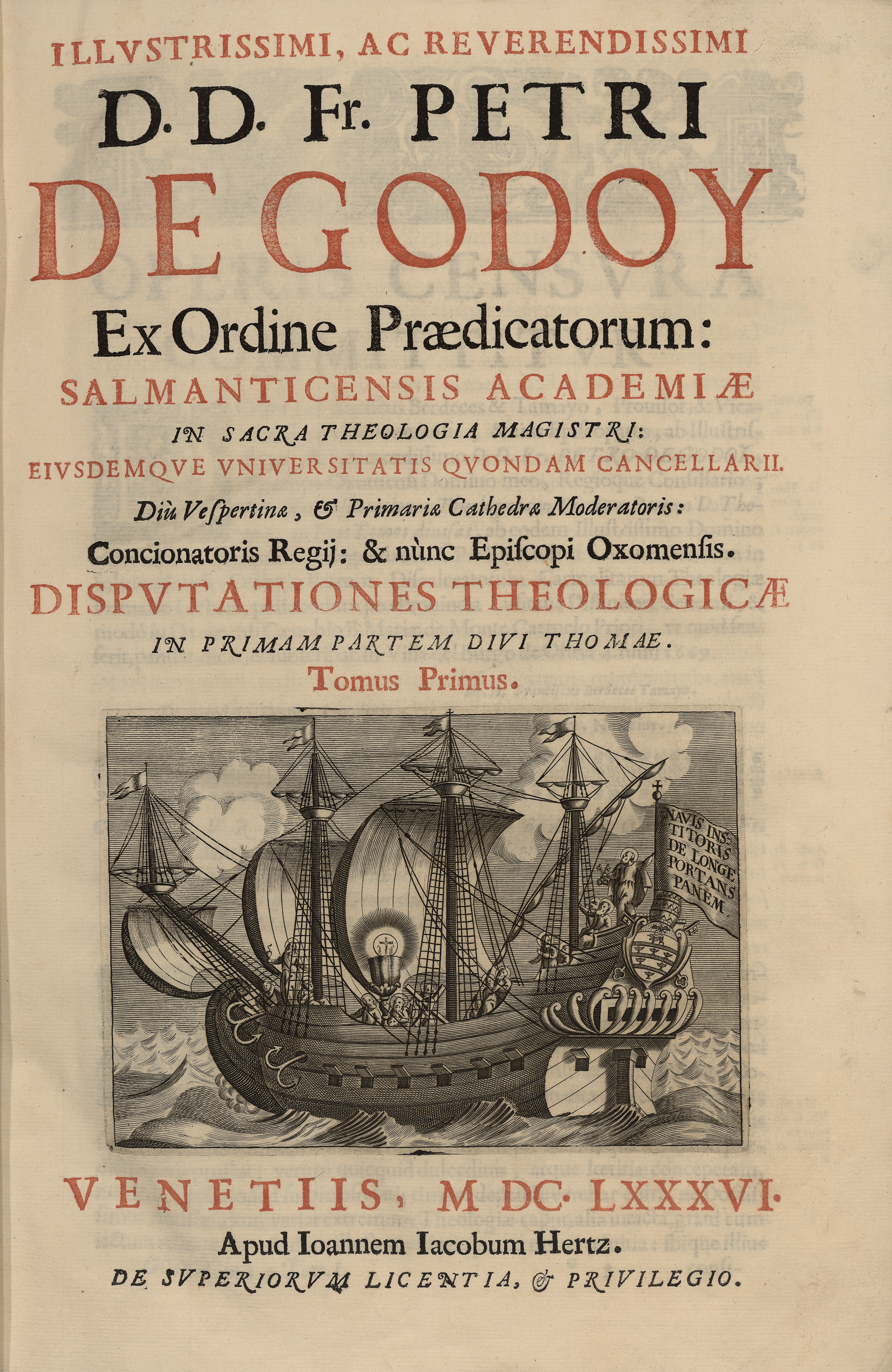
Disputationes theologicae, 1686

## Biografia
Nato ad Aldeanueva de la Vera nel 1599, studiò presso il Convento di San Esteban di cui diventò priore. Fu nominato vescovo di Osma nel 1664 e poi di Sigüenza nel 1672, città in cui morì nel 1677.
Come teologo rappresenta una delle ultime figure della cosiddetta scuola di Salamanca. La sua opera Disputationes theologicae è citata da diversi studiosi del XVIII secolo.

## Genealogia episcopale
La genealogia episcopale è:
- Vescovo Juan Merino López, O.F.M.
- Vescovo Antonio de Piñahermosa
- Vescovo Alonso Enríquez de Santo Tomás, O.P.
- Vescovo Pedro de Godoy, O.P.

## Opere
- (LA) Disputationes theologicae, vol. 1, Venezia, Giovanni Giacomo Hertz, 1686.
- (LA) Disputationes theologicae, vol. 2, Venezia, Giovanni Giacomo Hertz, 1686.
- (LA) Disputationes theologicae, vol. 3, Venezia, Giovanni Giacomo Hertz, 1686.
- (LA) Disputationes theologicae, vol. 4, Venezia, Giovanni Giacomo Hertz, 1686.
- (LA) Disputationes theologicae, vol. 5, Venezia, Giovanni Giacomo Hertz, 1686.
- (LA) Disputationes theologicae, vol. 6, Venezia, Giovanni Giacomo Hertz, 1686.
- (LA) Disputationes theologicae, vol. 7, Venezia, Giovanni Giacomo Hertz, 1686.